# Municipio de Maple (condado de Ida)
El municipio de Maple (en inglés: Maple Township) es un municipio ubicado en el condado de Ida en el estado estadounidense de Iowa. En el año 2010 tenía una población de 896 habitantes y una densidad poblacional de 9,77 personas por km².

## Geografía
El municipio de Maple se encuentra ubicado en las coordenadas 42°19′49″N 95°36′27″O / 42.33028, -95.60750. Según la Oficina del Censo de los Estados Unidos, el municipio tiene una superficie total de 91.71 km², de la cual 91,5 km² corresponden a tierra firme y (0,23 %) 0,21 km² es agua.

## Demografía
Según el censo de 2010, había 896 personas residiendo en el municipio de Maple. La densidad de población era de 9,77 hab./km². De los 896 habitantes, el municipio de Maple estaba compuesto por el 98,44 % blancos, el 0,45 % eran afroamericanos, el 0,67 % eran asiáticos, el 0,22 % eran de otras razas y el 0,22 % eran de una mezcla de razas. Del total de la población el 1,34 % eran hispanos o latinos de cualquier raza.